# Дарума (кукла)

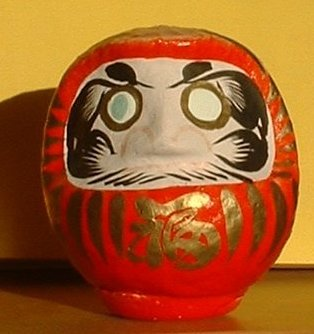
Кукла-дарума с загаданным желанием

Дарума (яп. だるま или 達磨) — японская традиционная кукла-неваляшка, олицетворяющая Бодхидхарму, в японской синкретической мифологии — божество, приносящее счастье.

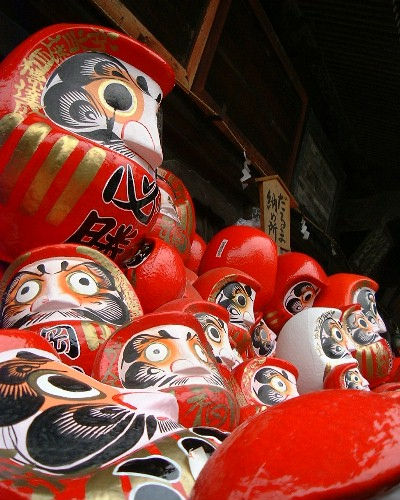
Куклы-дарума,. Префектура Гумма, Япония

Дарума (Бодайдарума) — японское произношение имени Бодхидхармы (†528), основателя буддийской школы чань (дзэн). В 510-е годы он отправился в Китай, где во владениях государя У-ди (502—556) из династии Лян основал в горах Суньшань монастырь Шаолинь. В этом монастыре, по преданию, в течение девяти лет он предавался медитации, созерцая стену. С этим связано много общеизвестных историй про чай из оторванных в гневе век Бодхидхармы и про комплекс гимнастики архатов, разработанный, чтобы выйти из многолетней медитации, так как отказали ноги.
Именно тем, что у Бодхидхармы после девятилетней медитации, по легенде, атрофировались конечности, объясняют отсутствие рук и ног у дарумы. Куклу изготовляют из дерева, папье-маше или бумаги. Окрашивают её обычно в красный цвет, так как в Средние века считалось, что он отпугивает демонов, вызывающих оспу (реже используют зелёную, жёлтую или белую краску). На лице изображают усы и бороду, а также глаза, но без зрачков.

## Ритуал
Дарума используется в ежегодном новогоднем ритуале загадывания желаний кайган-сики (яп. 開眼式): её владелец, загадав желание, рисует зрачок в одном из глаз куклы. На подбородке куклы часто указывают имя её владельца. В течение года дарума хранится дома на видном месте, рядом с другими домашними объектами поклонения, например домашним буддистским алтарём буцуданом. Если к следующему новому году желание сбывается, даруме дорисовывают второй глаз, а если нет — куклу относят в храм, сжигают и приобретают новую. Сжигание дарумы — это ритуал очищения, чтобы ками понял, что загадавший желание не отказался от своей цели, а ищет другие пути её реализации. Двухглазые (исполнившие желание) дарумы являются символом удачи, но их могут сжечь в случае когда хозяевам потребовалось избавиться от деревянной куклы, просто выкинуть доруму - нарушение ритуала[прояснить]
Существует теория, что кайган-сики происходит от ритуала освящения буддийских статуй кайгэн куё (яп. 開眼供養 кайгэн куё:, церемония открытия глаз), который впервые был проведен в Японии индийским монахом Бодхисеной.
Как и у неваляшки, у дарумы центр тяжести смещён книзу: если куклу наклонить, она возвращается в вертикальное положение. Это символизирует непоколебимость стремлений её владельца.
Обычно дарумы продаются в храмах по цене от 500 иен для небольших кукол (до 5 сантиметров высоту) до 10 тысяч — для больших (около 60 сантиметров и выше). Как правило, сжечь даруму можно только в храме, где она была приобретена, — для этого на ней ставится печать храма. Принято покупать не более одной дарумы в год.
Традиция пришла из Китая во времена Эдо и была особенно популярна среди нагасакских торговцев, принадлежавших к дзэн-буддистской школе Обаку, а затем распространилась по всей Японии.

## История и коммерциализация
Нынешний популярный символизм, связанный с Дарумой как с талисманом удачи, частично[прояснить] возник в Дарума-дэра (храме Дарумы) в городе Такасаки (префектура Гумма, к северу от Токио). Йозеф Кибурз, автор книги «Омотя: во что играть (или не играть) с», объяснил, что основатель Дарума-Дэра рисовал новогодние амулеты с изображением Бодхидхармы. Прихожане хранили эти амулеты, чтобы «приносить счастье и благополучие и отвращать несчастные случаи и несчастья».
Считается, что статуэтка Дарума возникла в этом регионе, когда девятый настоятель, Тогаку, нашёл решение, позволяющее справиться с постоянными просьбами прихожан о новых амулетах. Обереги всегда давали со сроком действия один год, поэтому людям каждый год требовались новые. Он решил эту проблему, поручив им изготовление собственных амулетов Дарума в начале периода Мэйва (1764—1772 гг.). В храме изготовили деревянные формы для изготовления блоков для людей. Затем крестьяне использовали эти формы для изготовления трехмерных амулетов из папье-маше.
Кибурц отмечает, что, хотя неизвестно, когда фигурка Дарума объединилась с куклой-неваляшкой; к середине XIX века эти два слова были признаны синонимами. Кукла быстро приобрела популярность, став талисманом региона. Частично это было связано с тем, что большинство семей занимались выращиванием шелка, урожай, который требует большой удачи для успеха.
Город Такасаки ежегодно проводит Фестиваль кукол Дарума (達磨市, дарума-ити ) в честь провозглашения места рождения куклы Дарума. Празднование проводится в Сёриндзане, названном Такасаки «Дарума-Дэра». Согласно городскому веб-сайту Такасаки, «более 400 000 человек со всей равнины Канто приезжают, чтобы купить новых кукол удачи на год. Такасаки производит 80% японских кукол Дарума».  Фестиваль также включает 24-часовое чтение сутр монахами Сёриндзан за мир во всем мире.

## Женские представления
Куклы Дарума также бывают в форме принцессы Дарумы (姫だるま, химэ дарума) и леди Дарумы (女だるま, онна дарума). Это сильно контрастирует с традиционными представлениями о Бодхидхарме, считающимся отцом многих боевых искусств – он традиционно изображался очень мужественным с грубыми волосами на лице. Х. Нил МакФарланд, профессор богословия, обсуждает женские представления Бодхидхармы в своей статье «Женские мотивы в символике Бодхидхармы в Японии ». Ответ на эту аномалию лежит в социальных изменениях того времени, развивавшихся в период Эдо. Классовые различия поставили торговцев на дно, которые, в свою очередь, разработали свою собственную культуру, сосредоточив внимание на юморе и высмеивая то, что представители высшего класса считали священным. Это очевидно в изображении Дхармы как проститутки, поскольку проститутки проявляли ту же стойкость «окиагари». Известные произведения искусства, изображающие Бодхидхарму, также были перерисованы с женщиной на его месте.
С появлением куклы Дарума быстро последовала кукла Онна Дарума. Хотя вышеупомянутые примеры женских мотивов Дарумы были сатирическими, кукольные формы сохраняют тот же благотворный образ приносящей удачу.

## Игра Дарума Отоси

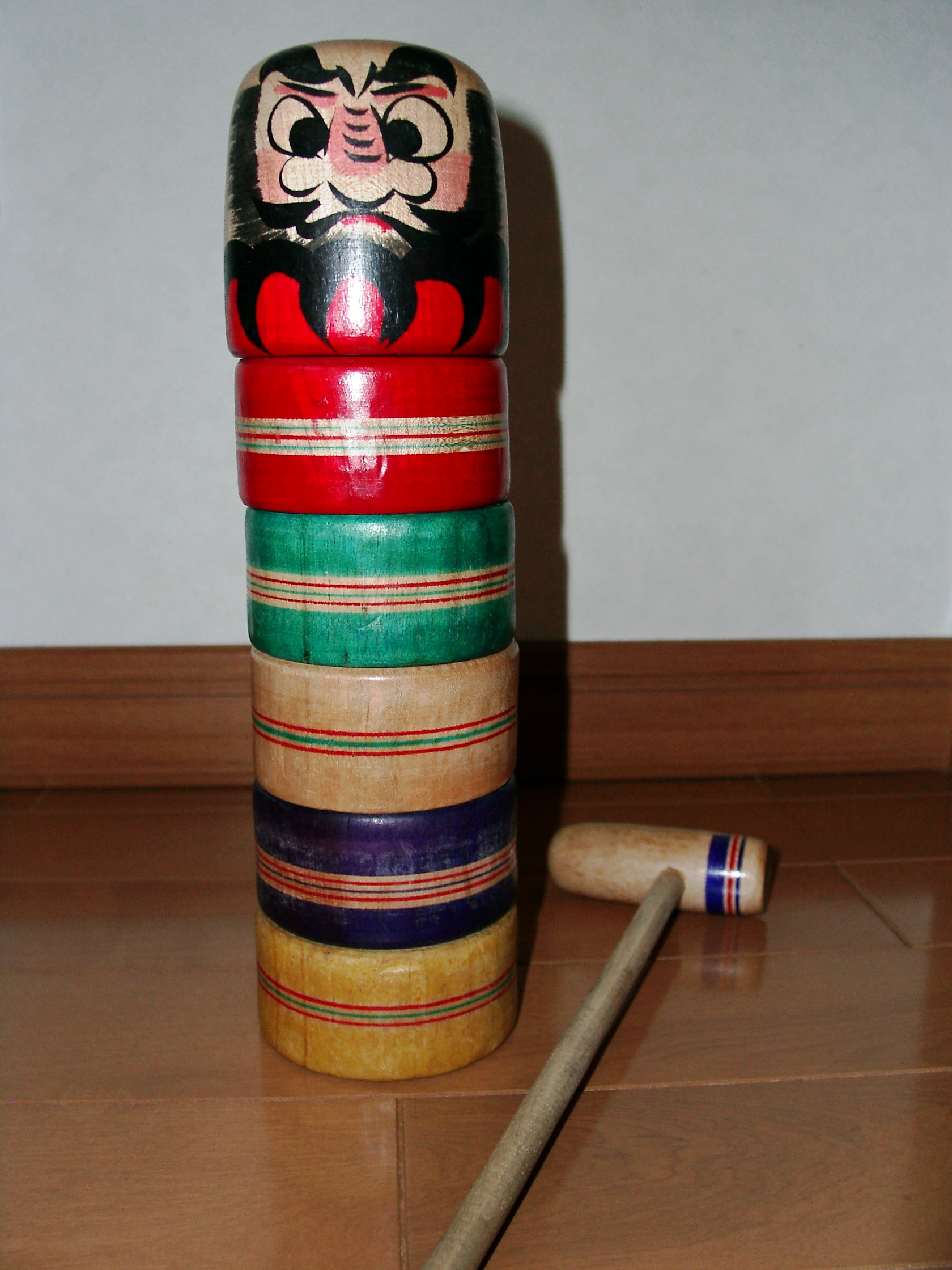
Дарума Отоси

Дарума Отоси (яп. 達磨落とし) — традиционная японская детская игра, требующая хорошего глазомера и рефлексов. В начале игры ставится ровная башенка из пяти частей: головы Дарумы наверху и четырёх цветных блоков снизу (синего, зелёного, жёлтого и красного цветов). Иногда блоков бывает больше. Цель игры — специальным молоточком выбить по одному все блоки из-под головы так, чтобы она при этом не упала.

## В популярной культуре
Покемоны Дарумака и Дарманитан основаны на кукле Дарума.
В манге «Как воля богов» и её экранизации кукла Дарума заставляет класс старшей школы играть в игру Дарума-сан га коронда, в которой ученики должны нажать кнопку на её спине, чтобы выиграть. Быть пойманным куклой означало смерть.